# 杨板乡
杨板乡，是中华人民共和国湖南省常德市临澧县下辖的一个乡镇级行政单位。

## 行政区划
杨板乡下辖以下地区：
杨板村、免事村、跑马村、清阳村、双狮村、龚家岗村、楼房坡村、万福村、赵家湾村、仙女村、蹲龙村、李阳村、云翎村、五合村、水阁村、玉皇庙村、南岳村和唐家坪村。